# Paul Rhys
Paul Rhys (* 19. Dezember 1963 in Neath, Glamorgan) ist ein britischer Film- und Theaterschauspieler.

## Leben
Paul Rhys wurde im walisischen Neath als Sohn einer katholischen Arbeiterfamilie der Mittelschicht geboren. In seiner Jugend war er in der örtlichen Punk-Szene sehr aktiv und sang in mehreren Bands. Später ging er nach London, wo er sich zunächst als Gelegenheitssänger durchschlug. Anschließend erhielt er ein Stipendium für die renommierte Royal Academy of Dramatic Arts, die er mit Auszeichnung abschloss. Bereits während seiner Studienzeit an der RADA hatte Rhys sein Debüt als Schauspieler – so verkörperte er 1986 eine Rolle in der Filmproduktion Absolute Beginners – Junge Helden und bekam auch einen Part in einer Inszenierung des Oscar-Wilde-Stücks Eine Frau ohne Bedeutung, die in Glasgow uraufgeführt wurde.
Nach seinem Abschluss konnte Rhys sich im Film- und Fernsehbereich weiterhin als Charakterdarsteller profilieren. Nach einer Nebenrolle in dem Fantasyfilm Richard Löwenherz und die Kinder Gottes (1987), wurde er sowohl in dem BBC-Fernsehfilm Tumbledown (wo er an der Seite von Colin Firth spielte) als auch in der Filmbiografie Vincent und Theo (wo er Theo van Gogh verkörperte) für größere Rollen besetzt. Weitere Rollen übernahm er im Laufe der Jahre in Filmproduktionen wie Chaplin (1992), From Hell (2001) oder Hellraiser: Deader (2005). Im Fernsehen sah man ihn zunächst in vereinzelten Episoden von TV-Produktionen wie Agatha Christie’s Marple oder Spooks – Im Visier des MI5, ab 2010 dann auch in wiederkehrenden Rollen in Serien wie Being Human, Borgia oder Da Vinci’s Demons. Für die beiden Miniserien The Assets (2014) und Rellik (2017) wurde er jeweils für Hauptrollen gecastet. Rhys' Schaffen umfasst mehr als 70 Film- und Fernsehproduktionen.
Als Theaterdarsteller hatte Rhys im Laufe seiner Karriere Engagements auf diversen Bühnen des Vereinigten Königreichs. Bereits 1990 bekam er eine Rolle in dem Stück Bent, wo er an der Seite von Sir Ian McKellen auftrat. In den 1990er Jahren wurde er Teil des Ensembles der Royal Shakespeare Company und war folglich an diversen Shakespeare-Aufführungen beteiligt. Eine erste Nominierung für einen Olivier Award erhielt er 1997 für seine Darstellung in dem Stück König Lear. Seinen wohl größten Erfolg hatte er von 1999 bis 2000 mit der Hauptrolle des Hamlet in dem gleichnamigen Stück, das am Londoner Old Vic uraufgeführt und für die Rhys mit mehreren Preisen ausgezeichnet wurde. Weiteren Erfolg hatte er mit der Rolle des Angelo, die er 2004 in Simon McBurneys Inszenierung von Shakespeares Maß für Maß im Royal National Theatre verkörperte und für die er einen Critics’ Circle Theatre Award gewann.

## Filmografie (Auswahl)
- 1986: Absolute Beginners – Junge Helden
- 1987: The Spirit (Fernsehfilm)
- 1987: Richard Löwenherz und die Kinder Gottes (Lionheart)
- 1988: The Heroes (Fernsehfilm)
- 1988: Klein Dorrit
- 1989: Spirit
- 1990: Vincent und Theo (Vincent & Theo)
- 1990: Opium Eaters (Fernsehfilm)
- 1991: Becoming Colette
- 1992: Rebeccas Töchter (Rebecca’s Daughters)
- 1992: Chaplin
- 1993: Gallowglass (Fernsehserie)
- 1994: Der Wunderheiler (Fernsehfilm)
- 1994: A Summer Day’s Dream (Fernsehfilm)
- 1995: Blood and Water (Fernsehfilm)
- 1996: Kavanagh QC (Fernsehserie)
- 1997: A Dance to the Music of Time (Fernsehserie)
- 1998: Performance (Fernsehserie)
- 1999: Unknown Things
- 2000: I Saw You (Fernsehfilm)
- 2001: From Hell
- 2002: The Live of Animals (Fernsehfilm)
- 2002: Früchte der Liebe (Food of Love)
- 2003: Doppelspitze (Fernsehfilm)
- 2005: Hellraiser: Deader
- 2005: Timewatcher (Fernsehserie)
- 2005: The Genius of Beethoven (Fernsehfilm)
- 2006: The Ten Commandments (Fernsehfilm)
- 2008: Mrs. McGinty ist tot (Agatha Christie’s Poirot; Fernsehserie, Folge: Mrs McGinty’s Dead)
- 2009: The Queen (Fernsehserie)
- 2010: Being Human (Fernsehserie, fünf Folgen)
- 2010: Luther (Fernsehserie)
- 2010: Agatha Christie’s Marple (Fernsehserie, 1 Folge)
- 2010: New Tricks – Die Krimispezialisten (New Tricks, Fernsehserie, 1 Folge)
- 2011: Murdoch Mysteries (kanadische Fernsehserie, drei Folgen)
- 2012: Große Erwartungen (Great Expectations)
- 2013–2014: Borgia (Fernsehserie)
- 2013–2015: Da Vinci’s Demons (Fernsehserie)
- 2014: The Assets (Miniserie)
- 2017: Rellik (Fernsehserie)
- 2023: Die Witwe Clicquot (Widow Clicquot)
- 2023: Saltburn
- 2023: Napoleon